# Сеспельское сельское поселение
Се́спельское се́льское поселе́ние — муниципальное образование в Канашском районе Чувашии Российской Федерации.
Административный центр — деревня Сеспель.

## Географические данные
Северная граница Сеспельского сельского поселения начинается с места пересечения земель Сеспельского и Ямашевского сельских поселений и Красноармейского района. Далее граница идет по ручью Митца 2 км против его течения, проходит 1,4 км в том же направлении вдоль границ сельскохозяйственного производственного кооператива им. Сеспеля до границ сельскохозяйственного производственного кооператива «Сормовский».
Восточная граница Сеспельского сельского поселения начинается на стыке с землями сельскохозяйственного производственного кооператива «Сормовский», поворачивает на юго-восток, идет по железной дороге Канаш - Чебоксары, проходит западнее д. Зеленовка, идет по западной окраине квартала 7 Канашского лесничества Канашского лесхоза. Далее по северной окраине квартала 13 данного лесничества поворачивает на запад, пройдя 0,9 км, поворачивает на юго-восток, пересекает безымянный ручей, проходит по западной окраине квартала 21 Канашского лесничества Канашского лесхоза, гранича с землями сельскохозяйственного производственного кооператива им. Сеспеля. Пересекает дорогу Сеспель - Калиновка, проходит на восток по южной окраине квартала 25 Канашского лесничества Канашского лесхоза, на стыке кварталов 25 и 26 того же лесничества по их южной границе поворачивает на юг и идет вдоль западной границы Шихазанского сельского поселения до границы с землями Новочелкасинского сельского поселения.
Южная граница Сеспельского сельского поселения начинается от места пересечения с землями Сеспельского, Шихазанского и Новочелкасинского сельских поселений, поворачивает на запад, проходит севернее свинокомплекса «Дружба», пересекает автомобильную дорогу Канаш - Калинино, идет 2,4 км, в том же направлении до границы с землями сельскохозяйственного производственного кооператива «Ямашевское», граничит с землями сельскохозяйственного производственного кооператива «Родина».
Западная граница Сеспельского сельского поселения начинается от места пересечения с землями Новочелкасинского Ямашевского сельского и Сеспельского сельского поселения, поворачивает на север, проходит вдоль пруда, пересекает овраг, затем поворачивает на запад, пересекает автомобильную дорогу Канаш - Калинино, проходит в том же направлении. Восточнее с. Ямашево поворачивает на север, пересекает автомобильную дорогу Малдыпитикасы - Ямашево, сразу после его пересечения поворачивает на восток и идет 1,8 км, в районе оврагов поворачивает на север, проходит восточнее д. Малдыпитикасы и вдоль границ сельскохозяйственного производственного кооператива «Свобода» доходит до границы с землями Красноармейского района.

## История
Статус и границы сельского поселения установлены Законом Чувашской Республики от 24 ноября 2004 года № 37 «Об установлении границ муниципальных образований Чувашской Республики и наделении их статусом городского, сельского поселения, муниципального района и городского округа»

## Население
| 2010  | 2012  | 2013  | 2014  | 2015  | 2016  | 2017  |
| ----- | ----- | ----- | ----- | ----- | ----- | ----- |
| 1329  | ↘1327 | ↘1299 | ↘1271 | ↘1219 | ↘1193 | ↘1149 |
| 2018  | 2019  | 2020  | 2021  |       |       |       |
| ↘1117 | ↘1112 | ↘1079 | ↘1055 |       |       |       |

## Состав сельского поселения
| № | Населённый пункт | Тип населённого пункта          | Население |
| - | ---------------- | ------------------------------- | --------- |
| 1 | Анаткасы         | деревня                         | →227      |
| 2 | Атыково          | деревня                         | →188      |
| 3 | Малдыкасы        | деревня                         | →403      |
| 4 | Сеспель          | деревня, административный центр | →511      |

## Инфраструктура
- Основная общеобразовательная школа
- Сеспельский сельский дом культуры
- Сеспельский фельдшерский пункт
- Сеспельское отделение связи
- Сеспельское МДОУ (ясли-сад)
- магазины

## Местное самоуправление
Главы сельского поселения
- Иванова Светлана Леонидовна